# Madhyamgram
Madhyamgram là một thành phố và khu đô thị của quận North Twentyfour Parganas thuộc bang Tây Bengal, Ấn Độ.

## Địa lý
Madhyamgram có vị trí 22°42′B 88°27′Đ / 22,7°B 88,45°Đ Nó có độ cao trung bình là 15 mét (49 feet).

## Nhân khẩu
Theo điều tra dân số năm 2001 của Ấn Độ, Madhyamgram có dân số 155.503 người. Phái nam chiếm 51% tổng số dân và phái nữ chiếm 49%. Madhyamgram có tỷ lệ 76% biết đọc biết viết, cao hơn tỷ lệ trung bình toàn quốc là 59,5%: tỷ lệ cho phái nam là 80%, và tỷ lệ cho phái nữ là 71%. Tại Madhyamgram, 10% dân số nhỏ hơn 6 tuổi.